# Велика Горевка
Велика Го́ревка (рос. Большая Горевка) — річка в Республіці Комі, Росія, права притока річки Печора. Протікає територією Троїцько-Печорського району.
Річка протікає на північний захід, захід південний захід.
Притоки:
- права — Горевка-Сотчемвож